# Championnat de Biélorussie de football 2005
Navigation
Saison précédente Saison suivante
La saison 2005 du Championnat de Biélorussie de football était la 15e édition de la première division biélorusse. Elle regroupe les quatorze meilleurs clubs biélorusses au sein d'une poule unique qui s'affrontent en matchs aller et retour. En fin de saison, les deux derniers du classement sont relégués en D2 et remplacés par les deux meilleurs clubs de First League.
Quatorze club au lieu de seize prennent part au championnat cette saison : le Torpedo Minsk, pourtant 6e du dernier championnat a été relégué en troisième division à la suite d'une banqueroute et l'un des promus, le Vedrych-97 Rechytsa, a refusé la montée en raison de la faiblesse des infrastructures du club.
Cette saison, c'est le Shakhtyor Soligorsk qui remporte le premier titre de champion de Biélorussie de son histoire en terminant en tête du championnat, avec 13 points d'avance sur le tenant du titre, le FK Dynamo Minsk et 14 sur le MTZ-RIPO Minsk.

## Les 14 clubs participants
| - FK Dynamo Minsk - MTZ-RIPA Minsk - FK Dynamo Brest - Torpedo Jodzina - Neman Grodno - Lokomotiv Minsk - Promu de First League - FK Dnepr-Transmash Moguilev | - Naftan Novopolotsk - Zvyazda-BDU Minsk - Shakhtyor Soligorsk - BATE Borisov - FK Slaviya Mozyr - FK Gomel - Daryda Minsk Rayon |

## Compétition
Le barème de points servant à établir le classement se décompose ainsi :
- Victoire : 3 points
- Match nul : 1 point
- Défaite : 0 point

### Classement
| Rang | Équipe                  | Pts | J  | G  | N  | P  | Bp | Bc | Diff |
| ---- | ----------------------- | --- | -- | -- | -- | -- | -- | -- | ---- |
| 1    | Shakhtyor Soligorsk     | 63  | 26 | 19 | 6  | 1  | 59 | 14 | +45  |
| 2    | FK Dynamo Minsk T       | 50  | 26 | 15 | 5  | 6  | 50 | 26 | +24  |
| 3    | MTZ-RIPO Minsk C        | 49  | 26 | 16 | 1  | 9  | 43 | 30 | +13  |
| 4    | Torpedo Jodzina         | 47  | 26 | 14 | 5  | 7  | 40 | 25 | +15  |
| 5    | BATE Borisov            | 47  | 26 | 12 | 11 | 3  | 42 | 27 | +15  |
| 6    | Dnepr-Transmash Mogilev | 43  | 26 | 12 | 7  | 7  | 48 | 36 | +12  |
| 7    | FK Gomel                | 39  | 26 | 12 | 3  | 11 | 34 | 32 | +2   |
| 8    | FK Dynamo Brest         | 36  | 26 | 11 | 3  | 12 | 39 | 33 | +6   |
| 9    | Naftan Novopolotsk      | 33  | 26 | 10 | 3  | 13 | 43 | 44 | -1   |
| 10   | Daryda Minsk Rayon      | 29  | 26 | 7  | 8  | 11 | 30 | 36 | -6   |
| 11   | Lokomotiv Minsk P       | 26  | 26 | 7  | 5  | 14 | 30 | 43 | -13  |
| 12   | Neman Grodno            | 24  | 26 | 7  | 3  | 16 | 20 | 50 | -30  |
| 13   | Zvyazda-BDU Minsk       | 14  | 26 | 3  | 5  | 18 | 24 | 60 | -36  |
| 14   | FK Slaviya Mozyr        | 11  | 26 | 2  | 5  | 19 | 14 | 60 | -46  |

|  | Qualification pour la Ligue des champions 2006-2007                        |
|  | Qualification pour la Coupe UEFA 2006-2007                                 |
|  | Qualification pour la Coupe UEFA 2005-2006 et pour la Coupe Intertoto 2006 |
|  | Relégation en deuxième division                                            |

## Bilan de la saison
| Championnat de Biélorussie de football 2005 |                                 |
| Champion                                    | Shakhtyor Soligorsk (1er titre) |
| Coupes et trophées                          |                                 |
| Vainqueur de la Coupe de Biélorussie 2005   | MTZ-RIPO Minsk                  |
| Qualifications continentales                |                                 |
| Ligue des champions 2006-2007               | Shakhtyor Soligorsk             |
| Coupe UEFA 2005-2006                        | MTZ-RIPO Minsk                  |
| Coupe UEFA 2006-2007                        | FK Dynamo Minsk                 |
| Coupe Intertoto 2006                        | MTZ-RIPO Minsk                  |
| Promotions et relégations                   |                                 |
| Promus en Premier League                    | FK Belshina Babrouïsk           |
| Promus en Premier League                    | Lokomotiv Vitebsk               |
| Relégués en First League                    | Zvyazda VA BDU Minsk            |
| Relégués en First League                    | FK Slaviya Mozyr                |